# Tour de France für Automobile 1984
Die Tour de France für Automobile 1984 wurde im Herbst 1984 in Frankreich ausgetragen.
Die Tour Auto entwickelte sich in diesem Jahr zu einem Dreikampf der Renault-Werkspiloten Jean Ragnotti und Bruno Saby mit deren Landsmann Jean-Claude Andruet, der das Rennen auf einem Lancia 037 bestritt. Saby fiel schon knapp vor dem Ende der ersten Etappe aus und am Ende des Rennens musste sich Andruet Ragnotti nur um 21 Sekunden geschlagen geben.

## Die ersten sechs der Gesamtwertung
| Pl. | Fahrer              | Copilot          | Fahrzeug                |
| --- | ------------------- | ---------------- | ----------------------- |
| 1   | Jean Ragnotti       | Pierre Thimonier | Renault 5 Turbo         |
| 2   | Jean-Claude Andruet | Annick Pauvergne | Lancia Rally 037        |
| 3   | Guy Fréquelin       | Tilber           | Opel Manta 400          |
| 4   | Bernard Darniche    | Alain Mahé       | Audi Quattro            |
| 5   | Didier Auriol       | Bernard Occelli  | Renault 5 Turbo         |
| 6   | Bertrand Balas      | Eric Lainé       | Alfa Romeo Alfetta GTV6 |

## Klassensieger
| Klasse   | Fahrer             | Copilot          | Fahrzeug                | Platzierung im Gesamtklassement |
| -------- | ------------------ | ---------------- | ----------------------- | ------------------------------- |
| Gruppe B | Jean Ragnotti      | Pierre Thimonier | Renault 5 Turbo         | Gesamtsieg                      |
| Gruppe A | Bertrand Balas     | Eric Lainé       | Alfa Romeo Alfetta GTV6 | Rang 6                          |
| Gruppe N | Jacques Panciatici | Françoise Sappey | Alfa Romeo Alfetta GTV6 | Rang 9                          |